# Daniel Sackheim
Pour les articles homonymes, voir Sackheim.
Daniel Sackheim est un producteur et réalisateur de télévision américain.

## Biographie
Daniel Sackheim a travaillé essentiellement pour la télévision. Il est notamment connu pour son travail de réalisateur sur les séries télévisées New York, police judiciaire, X-Files et Dr House. Il a remporté en 1994 le Primetime Emmy Award de la meilleure réalisation pour une série télévisée dramatique pour un épisode de New York Police Blues.

## Filmographie
- 1991-1993 : New York, police judiciaire (série télévisée, 7 épisodes)
- 1993-1996 : New York Police Blues (série télévisée, 3 épisodes)
- 1993-1999 : X-Files (série télévisée, 5 épisodes : Gorge profonde, L'Enlèvement, L'Hôte, Kitsunegari et Compte à rebours)
- 1994 : Urgences (série télévisée, saison 1 épisode 9)
- 1996 : La Loterie (The Lottery, téléfilm)
- 2001 : La Prison de verre (The Glass House)
- 2001-2002 : Amy (série télévisée, 3 épisodes)
- 2005-2007 : Dr House (série télévisée, 7 épisodes)
- 2007-2009 : Life (série télévisée, 7 épisodes)
- 2009-2011 : Lie to Me (série télévisée, 6 épisodes)
- 2012-2013 : The Walking Dead, saison 3 : épisode 7 (Quand les morts approchent) et saison 4, épisode 3
- 2013-2015 : The Americans (série télévisée, 6 épisodes)
- 2016 : Game of Thrones (série télévisée, saison 6 épisodes 3 et 4)
- 2017 : Better Call Saul (série télévisée, saison 3 épisode 5)
- 2017 : The Leftovers (série télévisée, saison 3 épisode 4)